# Kratochvilka
Kratochvilka település Csehországban, a Brno-vidéki járásban. Kratochvilka Rosice, Babice u Rosic, Tetčice, Neslovice és Zbýšov településekkel határos. Lakosainak száma 477 fő (2024. január 1.).

## Népesség
A település lakosságának változását az alábbi diagram mutatja:
| Lakosok száma | 190  | 360  | 482  | 536  | 506  | 445  | 466  | 460  | 466  | 477  |
|               | 1869 | 1900 | 1921 | 1961 | 1980 | 2011 | 2016 | 2019 | 2021 | 2024 |